# اس‌اس رگنهیلد (۱۹۴۱)
اس‌اس رگنهیلد (۱۹۴۱) (به انگلیسی: SS Ragnhild (1941)) یک کشتی بود که طول آن ۳۱۵ فوت ۴ اینچ (۹۶٫۱۱ متر) بود. این کشتی در سال ۱۹۴۱ ساخته شد.